# ヴェトン・ベリシャ
ヴェトン・ベリシャ（Veton Berisha、1994年4月13日 - ）は、ノルウェー・エゲルサンド出身のサッカー選手。モルデFK所属。ポジションはFW。ノルウェー代表。
元ノルウェー代表であり現コソボ代表のヴァロン・ベリシャは実兄。

## クラブ経歴
2009年、ノルウェー3部リーグのエゲルサンドFKにてキャリアをスタートさせ、2015年7月1日にブンデスリーガ2部のSpVggグロイター・フュルトに加入した。
2020年1月、母国ノルウェーのヴァイキングFKに復帰すると、2021シーズンにはリーグ戦28試合に出場して22得点を挙げた。
2022年7月23日、隣国スウェーデンのハンマルビーIFに移籍し、4年半契約を交わした。
2023年1月24日、モルデFKに4年契約で移籍した。

## 代表経歴
2009年からノルウェーの世代別代表に招集され始め、2016年5月29日、ポルトガル代表との親善試合にてノルウェーA代表での初キャップを刻んだ。8日後のベルギー代表戦でA代表初得点を記録。